# اریک گودوین
اریک گودوین (انگلیسی: Eric Goodwin؛ 6 March 1929 – ۲۰۱۲ (۸۲−۸۳ سال)) بازیکن فوتبال بود.
از باشگاه‌هایی که در آن بازی کرده‌است می‌توان به باشگاه فوتبال منزفیلد تاون اشاره کرد.